# Flora Süssekind
Maria Flora Süssekind (Rio de Janeiro, 1955) é uma crítica literária e professora brasileira.
Em 1977 graduou-se em Letras pela PUC-Rio, onde também fez em seguida o mestrado (1982) e o doutorado (1989). Lecionou na própria PUC e também na UniRio, na UFRJ e na UFF. Foi pesquisadora da Fundação Casa de Rui Barbosa e escreveu para o Jornal do Brasil.
Recebeu em 1985 o 27.º Prêmio Jabuti na categoria Autor Revelação por Tal Brasil, Qual Romance?, resultado da sua dissertação de mestrado.
Ao longo da sua trajetória crítica, identificou uma tendência "neo-naturalista" ou "documentalista" na literatura brasileira contemporânea, exemplificada por autores como Ferréz, Dráuzio Varella e Paulo Lins, à qual opôs o anti-naturalismo de Bernardo Carvalho, Zulmira Ribeiro Tavares e João Gilberto Noll. Também procurou pontos de conexão com outras formas de expressão, como o cinema e a pintura.